# 가미마시모촌
가미마시모촌(上真下村)은 사이타마현 고다마군에 설치되었던 촌이다. 현재의 혼조시 북부에 해당한다.